# Запис Јанковића храст (Крежбинац)
Запис Јанковића храст (Крежбинац) се налази на парцели чији је власник Јанковић Милева.

## Локација
| Општина             | Параћин                                                          |
| Катастарска општина | Крежбинац                                                        |
| Потес               | Лојзиште                                                         |
| Координате          | 43° 48′ 09″ С; 21° 27′ 04″ И / 43.802399999999999° С; 21.4511° И |
| Надморска висина    | 242m                                                             |

## Карактеристике
Дендрометријске вредности утврђене на терену и сателитским снимцима:
| Стабло                     | Храст |
| Висина стабла              | m     |
| Обим дебла                 | m     |
| Пречник крошње             | 14m   |
| Пречник дебла              | m     |
| Висина дебла до прве гране | m     |

## База записа
Запис је у оквиру Викимедија пројекта "Запис - Свето дрво" заведен под редним бројем 0330.